# Paladins
Paladins je free-to-play online videohra žánru FPS. Hra je vyvíjena studiem Evil Mojo Games a distribuována Hi-Rez Studios. Je dostupná na platformách Microsoft Windows, PlayStation 4, Xbox One a Nintendo Switch.

## Hratelnost
Když chcete hrát Paladins, prvně si zvolíte herní mód, který chcete hrát. Každý mód má několik map, které se střídají. Jakmile vás hra připojí, vyberete si šampiona za kterého budete hrát. Každý šampion má jiné schopnosti a útoky. Jakmile se načte hra, vyberete si jeden ze tří talentů. Talenty různě ovlivňují postavy, ze začátku máte ale pouze jeden a další se odemknou hraním. Následně si zvolíte balíček karet, který jste si poskládali (karty vás různě vylepšují). Nyní nastává čekací fáze, během které se čeká na hru. Poté hra začne.
V každém herním módu platí to, že pokud pár vteřin neútočíte, ani nedostáváte poškození, začnete si léčit. Také téměř v každém módu máte koně, když se zrodíte po smrti, nasednete na něj a jste rychlejší. Jakákoliv akce koně ovšem zažene. Ve hře dostáváte také kredity, za které si během hry kupujete vylepšení. To se dá koupit pouze v základně, nebo pokud jste mrtvý.

## Šampioni
Ve hře se nachází několik různých postav (šampionů) za které můžete hrát. Šampioni se dělí do 4 tříd:
- Damage – Tito šampioni mají za úkol co nejrychleji zabít nepřítele. Většinou dávají vysoké poškození a mají průměrný počet životů.
- Flank – Flankové jsou hodně podobní damage. Obvykle mají velké poškození a silné útoky, na rozdíl od damage mají však malý počet životů. Jejich úkolem je rozptylovat nepřátele, zatímco je váš tým bude likvidovat.
- Tank – Šampioni v třídě tank mají velký počet životů, ale obvykle nedávají moc velké poškození. Jejich hlavním úkolem je bránit své spojence.
- Support – Supporti mají za úkol pomáhat svým spoluhráčům např. léčením, zrychlením atd. Většinou nedávají moc velké poškození ani nemají moc životů.

Každá postava má svoje schopnosti a útoky. Každý hrdina má hlavní útok. Ten nemá žádné omezení a můžete s ním střílet kdykoliv. Útoky se dělí na:
- Omezené náboji – Tyto útoky mají omezený počet nábojů. Když je vystřílíte, postava musí určitou dobu přebíjet.
- Neomezené náboji – Nemají omezení a můžete je využívat vždy.

Kromě hlavního útoku má každá postava obvykle 3 další schopnosti (existují zde i výjimky). Většina schopností fungují na tzv. cooldown, to znamená, že když schopnost použijete, na určitou dobu ji znovu použít nemůžete. 
Poslední schopností je schopnost ultimátní. Ta nemá cooldown, ale nabíjí se procenty. Začínáte na 0% a poškozováním nepřátel se vám postupně načítá až do 100% kdy je připravena k použití. Ultimátní schopnosti většinou razantně změní hru.